# Tailles
Tailles is een plaats en deelgemeente van de Belgische gemeente Houffalize.
Tailles ligt in de provincie Luxemburg. Het is het hoogst gelegen permanent bewoonde dorp van de provincie gelegen op het Plateau des Tailles nabij Baraque Fraiture.

## Demografische ontwikkeling
- Bronnen:NIS, Opm:1831 tot en met 1970=volkstellingen

Deelgemeenten: Houffalize · Mabompré · Mont · Nadrin · Tailles · Tavigny · Wibrin

Overige kernen: Achouffe · Alboumont · Bœur · Bonnerue · Buret · Cetturu · Chabrehez · Cowan · Dinez · Engreux · Filly · Fontenaille · Mormont · Ollomont · Pisserotte · Sommerain · Taverneux · Vellereux · Vissoûle · Wandebourcy · Wilogne

Belgische gemeenten · Arrondissement Bastenaken · Luxemburg · Wallonië